# Parco nazionale di Chu Mom Ray
Il parco nazionale di Chu Mom Ray (in vietnamita:Vườn quốc gia Chư Mom Ray) è un'area naturale protetta del Vietnam. Zona di conservazione naturale fin dal 1996, è stato "promosso" a parco nazionale nel 2002 per l'importanza delle specie a rischi che lo popolano, almeno 187, e per conservare l'habitat forestale, importante rifugio per la fauna vietnamita. Occupa una superficie di 566,21 km² nella regione di Tay Nguyen.